# Kazimierz Krzakiewicz
Kazimierz Krzakiewicz – polski ekonomista, profesor nauk ekonomicznych.

## Życiorys
W 1973 r. ukończył studia ekonomiki przemysłu w Wyższej Szkole Ekonomicznej w Poznaniu, w 1981 r. obronił pracę doktorską, w 1988 r. habilitował się. W 2009 uzyskał tytuł profesora nauk ekonomicznych.
Został pracownikiem naukowym na Uniwersytecie Ekonomicznym w Poznaniu, w Wyższej Szkole Handlu i Rachunkowości w Poznaniu, w Wyższej Szkole Biznesu w Pile, oraz w Politechnice Bydgoskiej im. Jana i Jędrzeja Śniadeckich.
Jest członkiem Komisji Nauk Organizacji i Zarządzania na Oddziale Polskiej Akademii Nauk w Poznaniu, oraz był członkiem prezydium Komitetu Nauk Organizacji i Zarządzania PAN.